# Jean-Pierre Légaré
Pour les articles homonymes, voir Légaré.
Jean-Pierre Légaré est un acteur québécois mort le 15 février 2013.

## Biographie
Jean-Pierre Légaré possède une voix magnifique de basse profonde. Son répertoire est vaste et s'étend depuis le folklore québécois et français jusqu'aux plus grands airs d'opéra, en passant par la comédie musicale américaine, les chansons classiques ou romantiques et les opérettes françaises. Il est aussi comédien et il a tenu divers rôles dans 47 productions cinématographiques.
Père de 12 enfants, ce résident lavallois est le fils d'Ovila Légaré, lui-même auteur-compositeur, acteur, chanteur bien connu des québécois.

## Filmographie
- 1970 : L'Amour d'une nonne (L'Amour humain)
- 1973 : O.K. ... Laliberté
- 1974 : Les Ordres : Policeman
- 1975 : Le Temps de l'avant
- 1976 : La Justicière (East End Hustle) : Rocky